# Великий Юган
Вели́кий Юга́н (рос. Большо́й Юга́н) — річка в Росії, ліва притока Обі, тече у Ханти-Мансійському автономному окрузі.

## Фізіографія
Великий Юган починається зі злиття кількох малих струмків у Васюганських болотах на крайньому півдні Сургутського району Ханти-Мансійського АО, біля стику кордонів Томської і Тюменської областей і ХМАО, на висоті 120 м над рівнем моря. Тече по центральній частині Західно-Сибірської рівнини через рідконаселену заболочену тайгову місцевість. Від витоку тече на північ, потім повертає на захід і південний захід; нижче злиття з лівою притокою Сугмутен’яхом знову поступово набуває північного напрямку. Після злиття з Єпельпет’яхом тече майже точно на північ; після злиття з Пуглиїглем відхиляється до північного сходу, але нижче впадіння Негус’яха знову повертається до північного напряму, утримуючи його до самого злиття з Об’ю. Великий Юган впадає в обський рукав Юганська Об дещо вище міста Нефтеюганськ (26 м над рівнем моря).
Річище Великого Югана надзвичайно звивисте, з безліччю меандрів і стариць, в низов’ях подекуди розгалужується на кілька проток. В басейні річки існує близько 8000 озер загальною площею 545 км².
Великий Юган приймає води численних приток, як правих, так і лівих. Найбільша з них — Малий Юган  — впадає до нього справа в його нижній течії. Інші значні притоки: Сугмутен’ях, Єпельпет’ях, Лінік’яха, Негус’ях.

## Гідрологія
Довжина річки 1063 км, площа басейну 34 700 км². Середньорічний стік, виміряний біля села Юган за 118 км від гирла, становить 205 м³/с (за результатами вимірянь у 1963–1973 роках). Мінімум спостерігається у березні (29 м³/с), максимум — під час танення снігів у травні (615 м³/с). Живлення переважно снігове. Великий Юган замерзає у жовтні — листопаді, скресає наприкінці квітня — початку травня.
У гирлі Великий Юган має 200 м завширшки і глибини до 2 м; швидкість плину 0,4 м/с.

## Інфраструктура
Великий Юган знаходиться повністю в межах Сургутського району ХМАО. Удовж річки в її середній течії існує кілька дрібних поселень, але транспортна інфраструктура практично відсутня. Населені пункти на річці: Тайлаково, Таурово, Каюково, Угут, Малоюганський, Юган. Село Угут з населенням близько 2000 осіб — єдине крупне поселення на річці, яке значно збільшилося у зв’язку з освоєнням родовищ нафти та природного газу.
За декілька кілометрів нижче гирла Великого Югана Юганську Об перетинає залізничний міст на гілці Тюмень — Сургут — Новий Уренгой, яка з’єднує Транссибірську магістраль з районами нафто- і газодобичі на півночі Західного Сибіру. В нижній течії річку також перетинають численні нафто- та газопроводи, які тягнуться з Нижньовартовська на південний захід. Єдиний автомобільний міст перетинає річку в селі Угут.
Річка судноплавна на 160 км від гирла (до пристані Купландеєви) . Річка використовується для лісосплаву.
На берегах приток Великого Югану — Малого Югану і Негус’яха — знаходиться Юганський заповідник.